# Sint-Lukasarchief
Het Sint-Lukasarchief is een archief met bouwkundig erfgoed van Brussel en de moderne architectuur in België. Het werd door Alfons Hoppenbrouwers opgericht in mei 1968.
Het archief verzamelt informatie over stedenbouwkundig en architecturaal erfgoed in Brussel, Vlaanderen en België. Daarnaast zorgt men ook voor ontsluiting van de informatie door kennisoverdracht en men zet zich in voor sensibilisering en vrijwaring van het erfgoed. Het archief bevat verschillende documenten, zoals boeken en tijdschriften, legaten van architecten, iconografisch materiaal en verschillende verworven verzamelingen. Men beschikt over een databank over de stedenbouw, de architectuur en het erfgoed, voornamelijk uit de 19de en 20ste eeuw in België opgebouwd. De gegevens worden gratis ter beschikking gesteld van het publiek.
Medeoprichter en eerste directeur is architect Jos Vandenbreeden. Hij doceert sinds 1971 aan de Hogeschool voor Wetenschap & Kunst (Sint-Lucas Architectuur Brussel-Gent).
Het Sint-Lukasarchief was ook de motor achter een aantal protestacties om bedreigde waardevolle gebouwen te redden waaronder het Zwart Huis in Knokke van Huib Hoste, of het Flageygebouw van Joseph Diongre in Elsene bij Brussel. In 2004 was het archief op de grens van het failliet. Ondanks de verdiensten van het archief, de uitgebreide inventarisatie, in het bijzonder van de Brusselse art-nouveau-collectie, kampte het archief door het ontbreken van een structurele financiering, met financiële problemen. Intussen wordt het archief gesteund door de Vlaamse Gemeenschapscommissie.